# Diecezja Salisbury
Diecezja Salisbury (ang. Diocese of Salisbury) – diecezja Kościoła Anglii w metropolii Canterbury, obejmująca większość obszaru hrabstw Dorset i Wiltshire. Salisbury było katolicką stolicą biskupią od 1072 roku, kiedy to stało się siedzibą dotychczasowej diecezji Sherborne, działającej od 705 roku. W czasie reformacji, podobnie jak wszystkie diecezje katolickie w Anglii i Walii, diecezja Salisbury przeszła do Kościoła Anglii. 

## Biskupi
stan na 22 stycznia 2018:
- biskup diecezjalny: Nick Holtam (z tytułem biskupa Salisbury)
- biskupi pomocniczy:
  - Ed Condry (z tytułem biskupa Ramsbury)
  - Karen Gorham (z tytułem biskupa Sherborne)